# Biserica de lemn din Chiheru de Jos

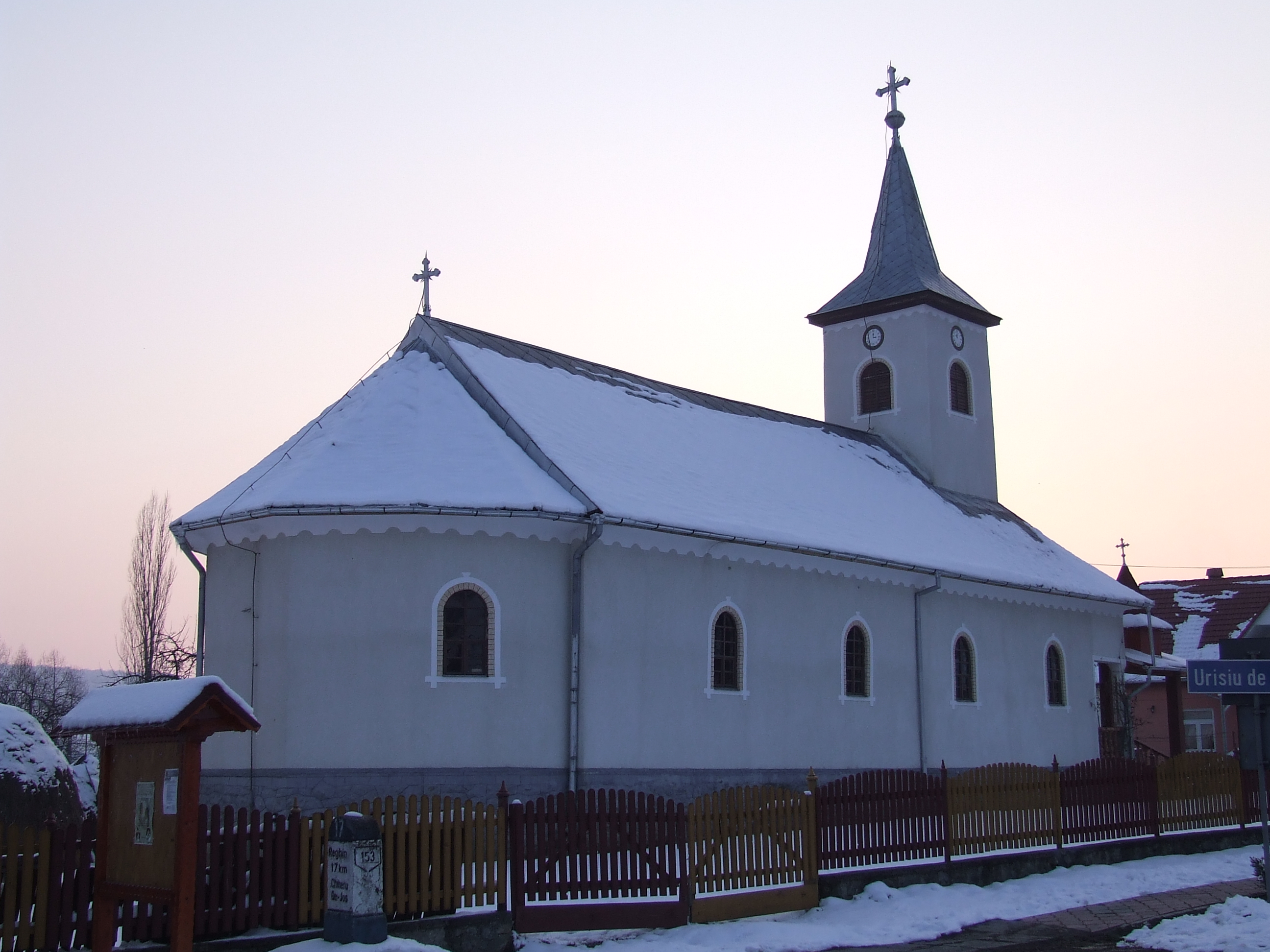
Biserica de lemn din Chiheriu de Jos, vedere din nord, martie 2010

Biserica de lemn din Chiheriu de Jos, fotografie realizată înainte de fi executate lucrările din anii 1983-1984

Biserica de lemn din Chiheru de Jos din satul cu același nume, județul Mureș, se prezintă azi într-o formă mult alterată față de cea inițială. Materialul vechii biserici de lemn, construită la anul 1837 - conform Șematismului Jubiliat de la anul 1900 publicat de către Mitropolia Greco-Catolică a fost folosit doar parțial în urma renovării realizate în perioada 1983-1984. Cu această ocazie biserica a fost și relocată. Hramul vechii biserici de lemn era Sfântul Nicolae.

## Imagini

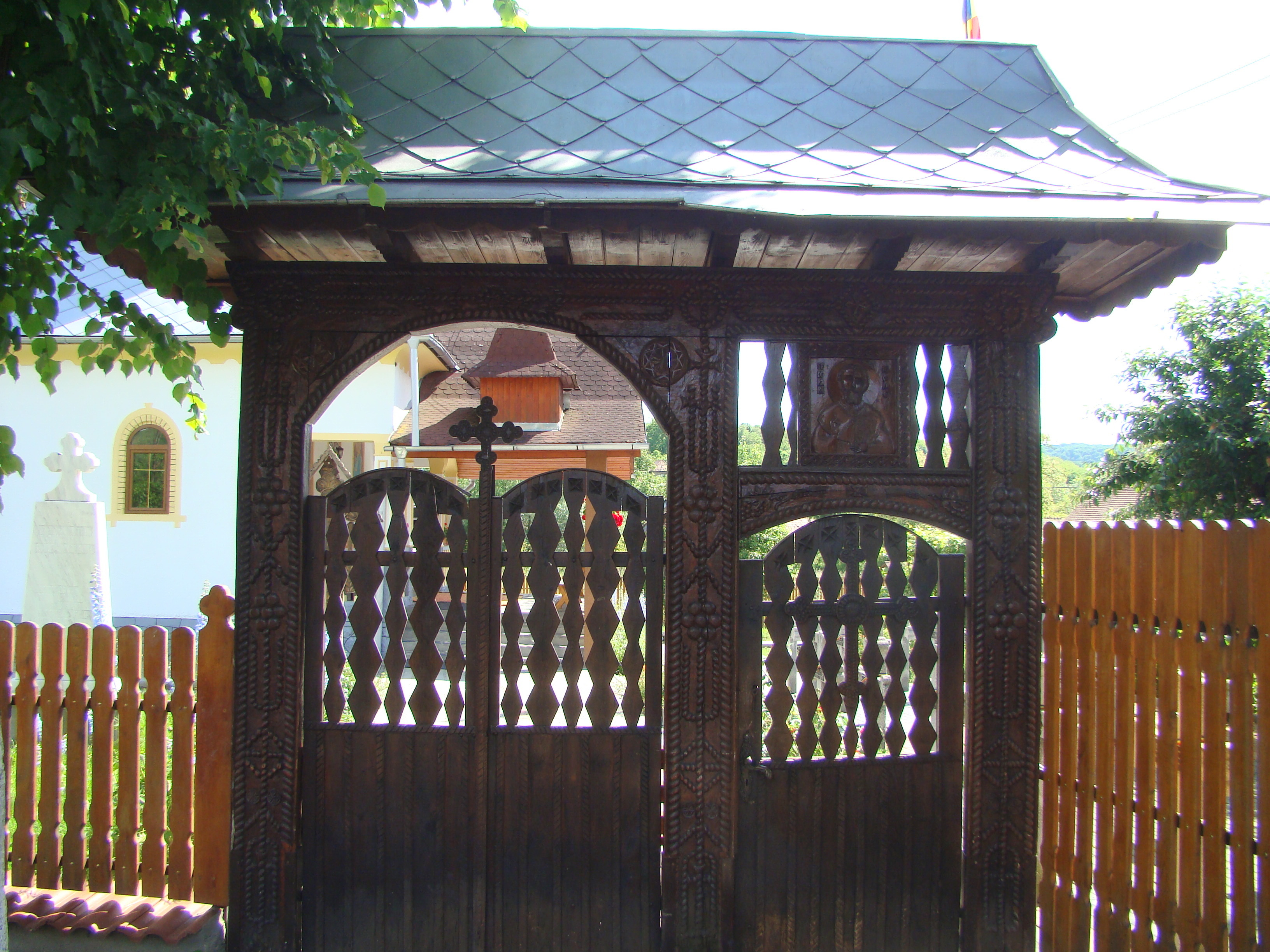
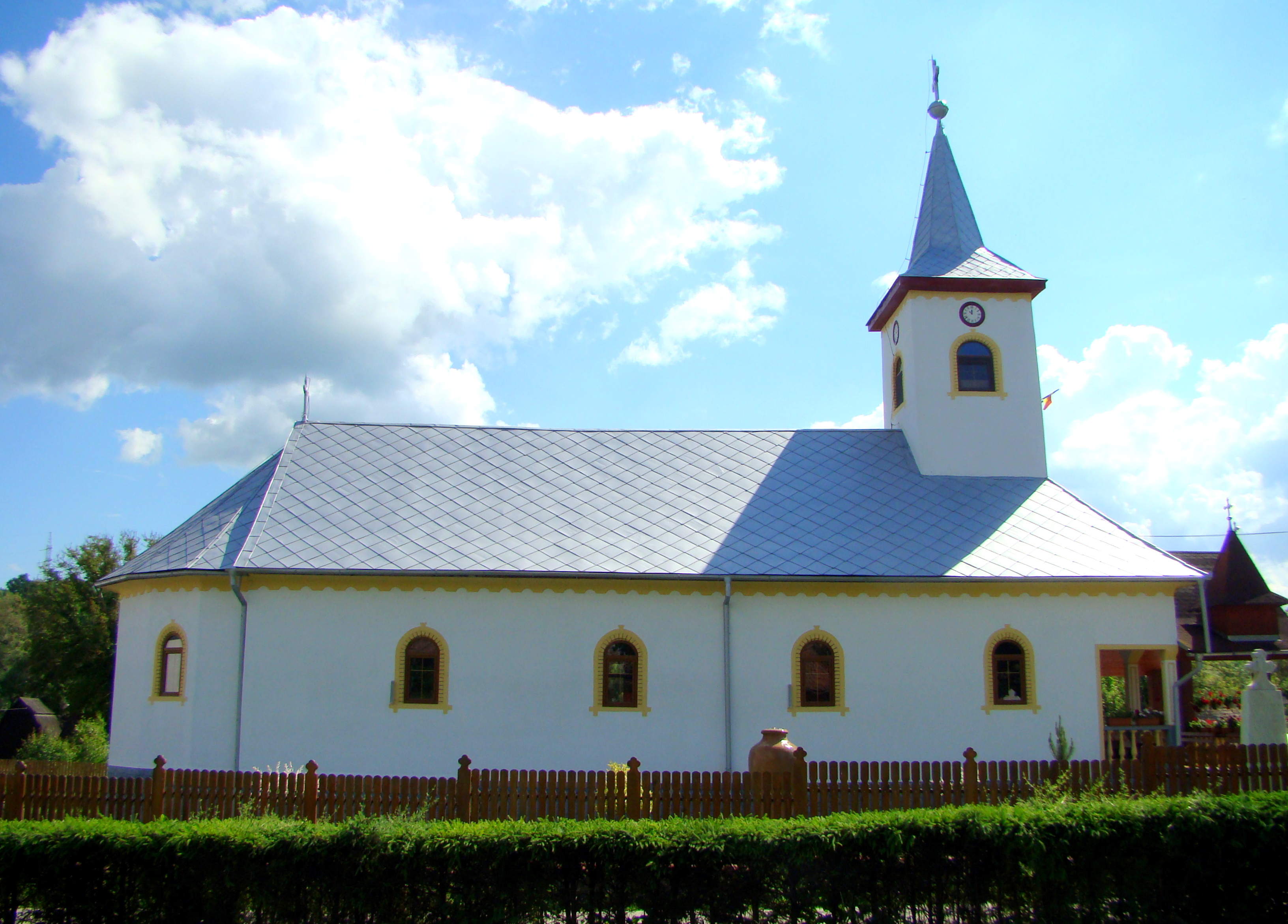